# Alanta
Alanta (in polacco: Owanta, yiddish אַוואָנטע) è una città del distretto di Molėtai della contea di Utena, nell’est della Lituania. Secondo un censimento del 2011, la popolazione ammonta a 348 abitanti.
Non è molto distante da Skiemonys.
È uno snodo importante: transitando da Alanta, è infatti possibile raggiungere l’autostrada che porta da Molėtai ad Anykščiai e quella che conduce da Utena ad Ukmergė. La chiesa di San Giacobbe visibile in foto è stata costruita nel 1909.
Costituisce il centro più importante dell’omonima seniūnija.

## Nome
La città trae il proprio toponimo dal fiume Alanta, affluente del fiume Virinta. Il nome del fiume trae origine a sua volta dal lituano antico alėti, verbo che vuol dire 'correre adagio' o semplicemente 'correre'. Viene menzionata per la prima volta in atti ufficiali nel 1436.

## Storia

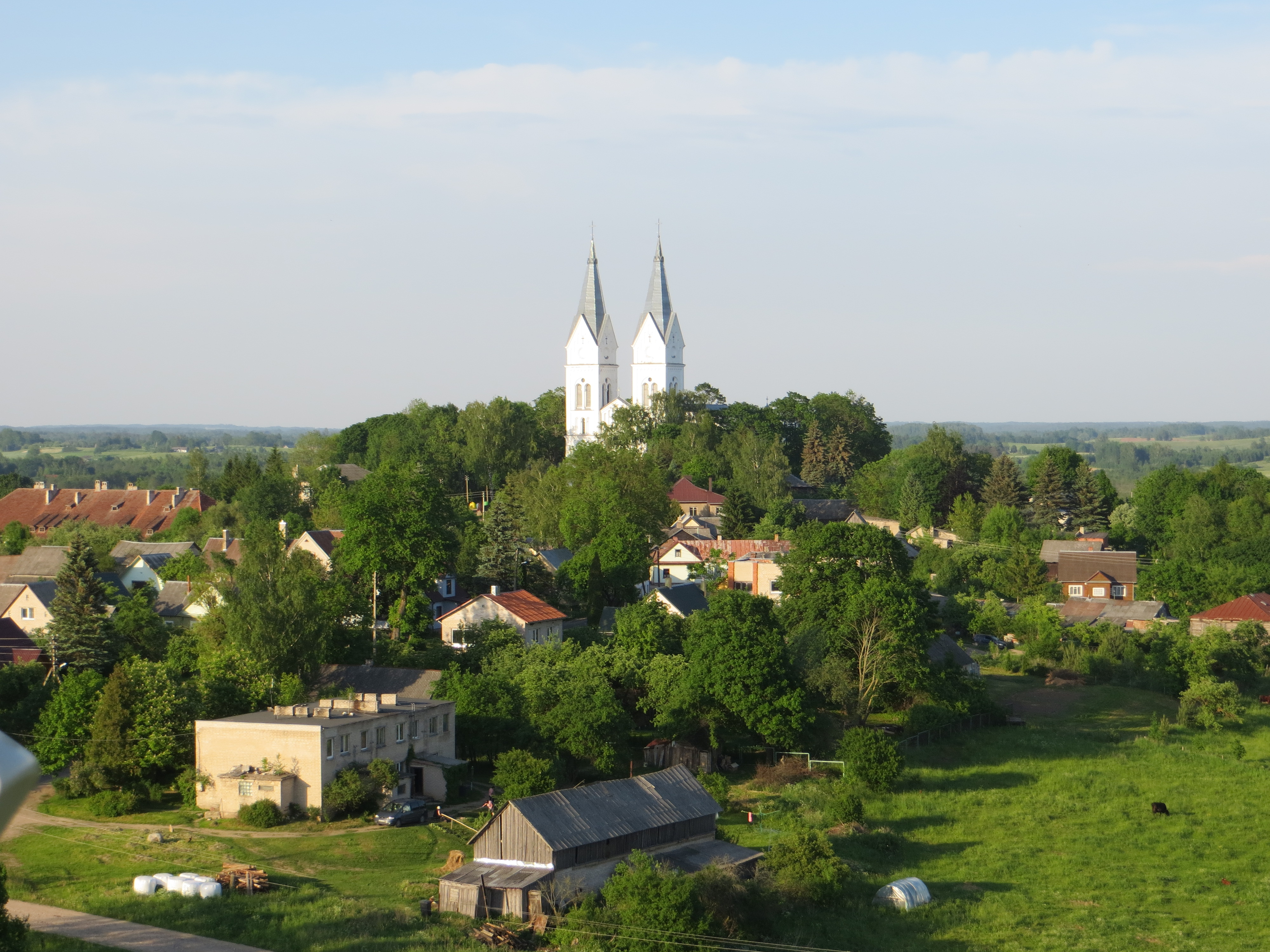
Vista dall’alto di Alanta

Atlanta fu verosimilmente fondata nel corso della guerra civile lituana (1432-1438). Nel XVI secolo fu costruita la chiesa cattolica cittadina e nel 1581 il Granduca di Lituania Stefano I Báthory donò la città al generale ungherese Gáspár Békés. Dopo il 1598, la città passo in mano alla potente casata dei Radziwiłł.
Dal 1828 e fino alla prima guerra mondiale, è appartenuta alla famiglia Pamarnacki. Dal XVIII secolo e fino alla rivolta di gennaio, Alanta possedeva anche una scuola religiosa.
Il centro urbano, per via della posizione strategica, ha sopportato vari conflitti: tra tutti, la campagna di Russia di Napoleone, la Grande Guerra e la seconda guerra mondiale.
Nel XX secolo, la maggioranza della popolazione era costituita da comunità ebraiche (circa 30 famiglie): quasi tutte furono uccise durante l'Olocausto nell'agosto del 1941. Alanta vanta ancora una rara sinagoga in legno sopravvissuta alla guerra (un altro caso è rinvenibile a Kurkliai).

## Villa di Alanta

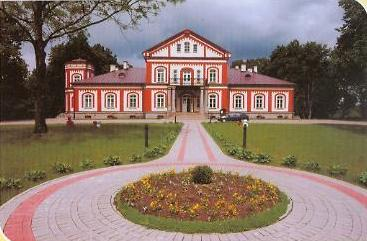
La facciata restaurata della villa di Alanta, gioiellino situato nell'ex comune di Naujasodis

La villa cittadina, eretta nel 1853 nel comune ad oggi soppresso di Naujasodis, ospita oggi una biblioteca e un museo etnografico: ha subito vari interventi di restauro, volti a favorire lo sviluppo di cultura e turismo (lo testimonia la cura certosina del parco adiacente). La fondatrice della biblioteca locale, Elvyra Satkūnaitė, l'ha definita nel 1996 "la migliore della Lituania".